# المحفد (مذيخرة)

تعديل مصدري - تعديل

المحفد محلة تابعة لقرية راوات، التابعة لعزلة الاشعوب بمديرية مذيخرة إحدى مديريات محافظة إب في الجمهورية اليمنية، بلغ تعداد سكانها 168 حسب تعداد اليمن لعام 2004.